# Камчатская область (Российская империя)
Камчатская область — административно-территориальная единица Российской империи. Была создана в 1849 году и упразднена в 1856 году. В 1909 создана вновь и в 1922 переименована в Камчатскую губернию.

## История
Впервые Камчатская область в составе Иркутской губернии была образована 11 (23) августа 1803 года. Центром области был назначен Верхне-Камчатск, 9 (21) апреля 1812 года правление области перенесено в Петропавловскую гавань. В 1822 году область была упразднена. Вместо неё в составе Иркутской губернии было создано Камчатское приморское управление с центром в Петропавловске.
В 1849 году из Камчатского приморского управления и Гижигинского округа Охотского Приморского управления была вновь создана Камчатская область (Указ императора Николая I от 02.12.1849). Однако уже в 1856 году Камчатская область была упразднена, а её территория вошла в состав Приморской области.
17 июня 1909 года согласно закону «Об административном переустройстве Приморской области и острова Сахалина» из состава Приморской области были выделены Сахалинская и Камчатская области (см. далее АТД Камчатского края).
Законом от 17 (30) июня 1909 года Камчатская область была создана в третий раз. В состав области вошли Петропавловский, Охотский, Гижигинский, Анадырский уезды и Командорские острова, выделенные из Приморской области. Одновременно на территории Чукотки (часть Анадырского уезда) образован Чукотский уезд. В 1922 году Камчатская область была преобразована в Камчатскую губернию.
6 апреля 1920 г. Камчатская область вошла в состав Дальневосточной республики (ДВР). Согласно Договору о границах, утверждённому правительством ДВР 24 января 1921 г., передана в состав РСФСР. Постановлением Сибревкома от 19 марта 1921 г. Охотский уезд передан в состав Якутской губернии.
Граничила с Якутской и Приморской областями.

## Административное деление

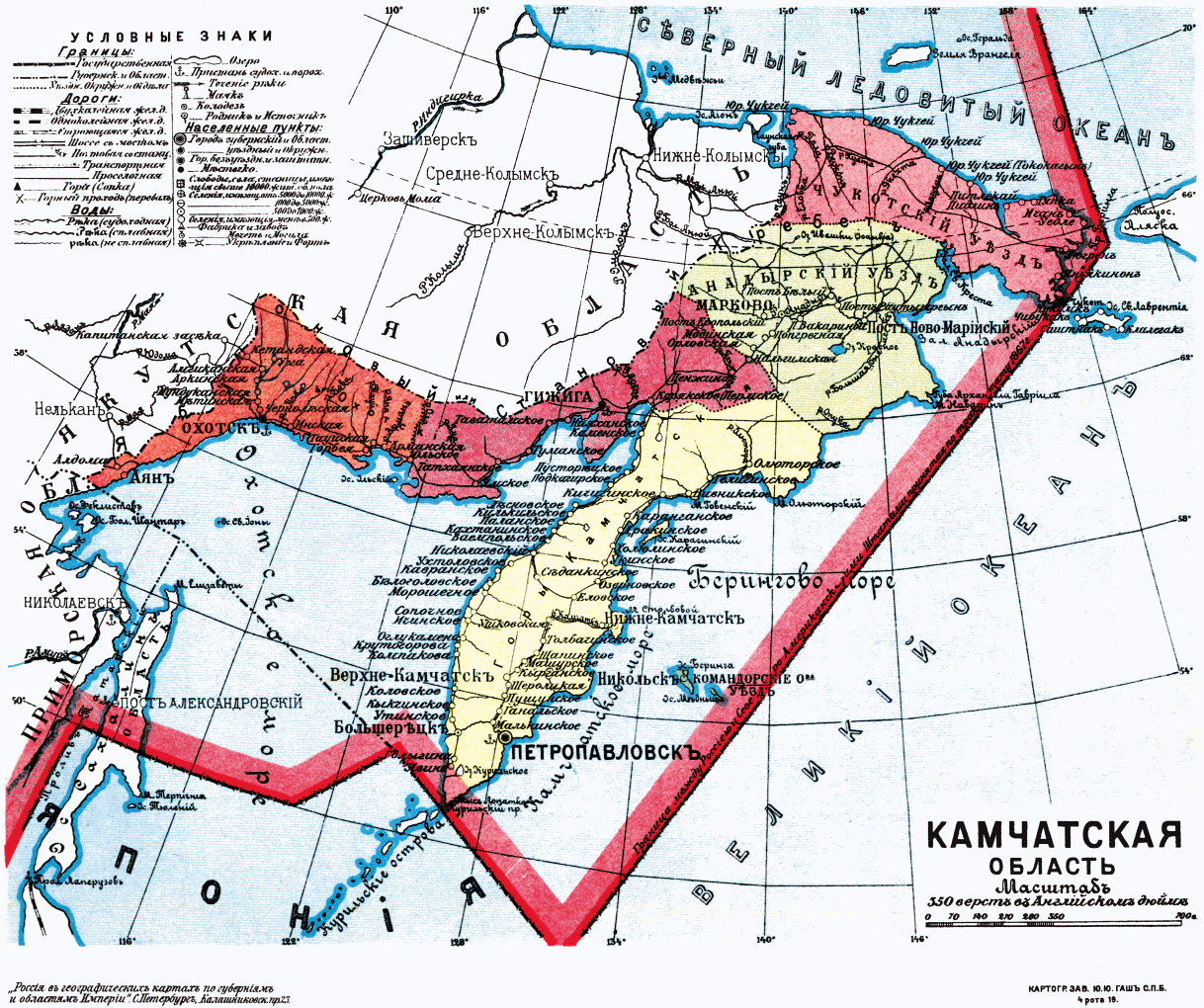
Территория Камчатской области к 1914 году.

Административное деление на 1909 год
| № | Уезды           | Центр              | Герб уездного города | Площадь, вёрст² | Население (1911), чел. |
| - | --------------- | ------------------ | -------------------- | --------------- | ---------------------- |
| 1 | Петропавловский | г. Петропавловск   |                      | 339,697,1       | 10 200                 |
| 2 | Анадырский      | п. Ново-Мариинское |                      | 458,476,6       | 12 700                 |
| 3 | Гижигинский     | г. Гижигинск       |                      | 185,347,7       | 8 100                  |
| 4 | Командорский    | Не было            |                      | 1,524,0         | 1 300                  |
| 5 | Охотский        | г. Охотск          |                      | 158,365,4       | 5 000                  |
| 6 | Чукотский       | —                  |                      | —               | —                      |

### Бывшие города
| № | Город         | Население (1897)           | Входит в              | Герб |
| - | ------------- | -------------------------- | --------------------- | ---- |
| 1 | Акланск       | 0 чел. (полностью покинут) | Гижигинский округ     |      |
| 2 | Нижнекамчатск | 107 чел.                   | Петропавловский округ |      |

## Описание герба
«В серебряном щите три сопки или чёрные огнедышащие горы (средняя впереди двух других) с червлёным пламенем и дымами над ними. Щит увенчан древней Царской короной и окружён золотыми дубовыми листьями, соединёнными Александровской лентой».

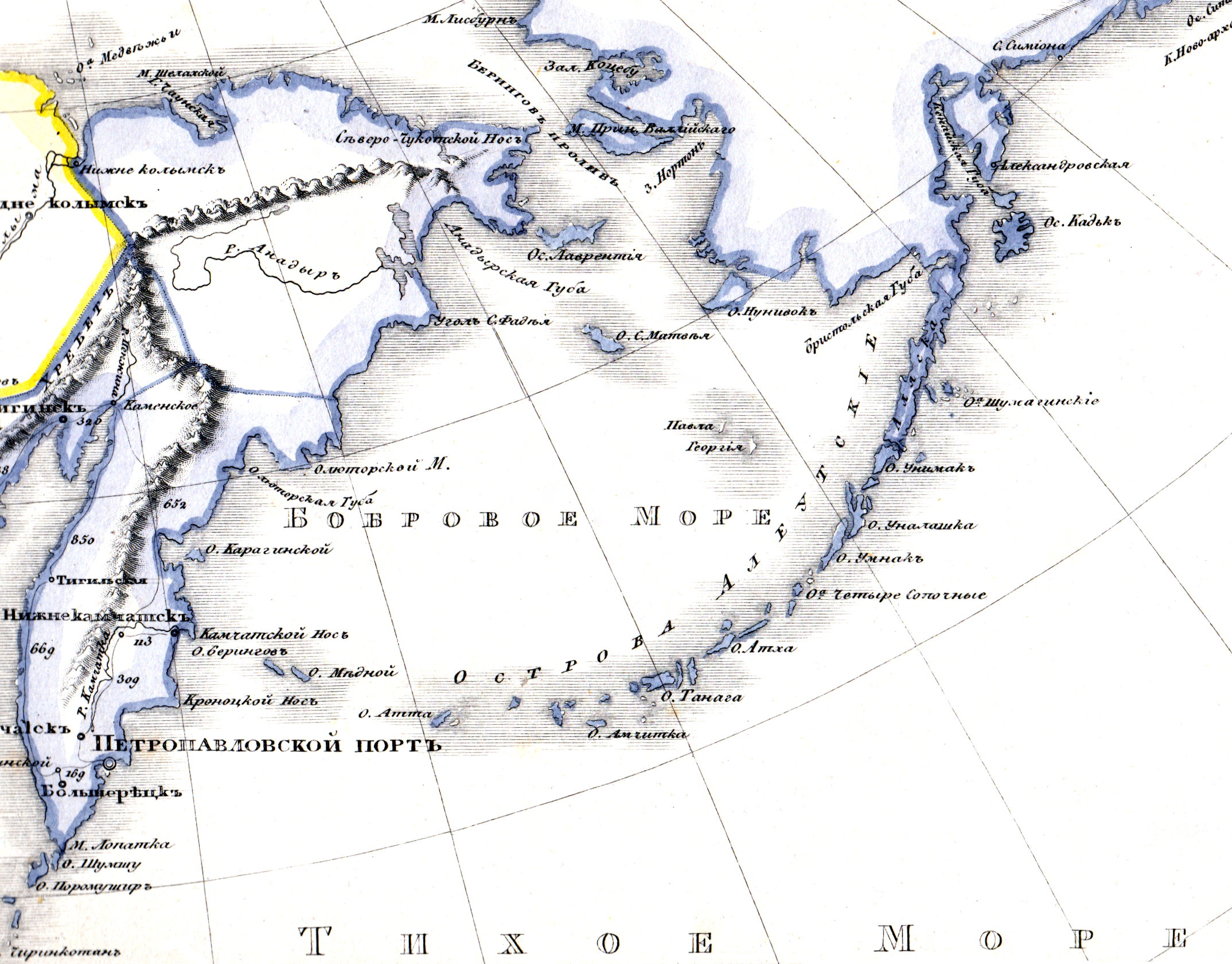
На карте Российской империи 1833 г.

## Население
Население Камчатской области по данным переписей 1897 года — малочисленно, о чём говорит и плотность населения, отчетливо выделяется среди общих округов Командорский округ, в котором в 10 раз примерно больше средняя плотность населения.
Население округов Камчатской области на 1897 год
| Округа             | Площадь, кв верст | Площадь, кв км | Плотность чел/ кв км | Мужчин | Женщин | Итого  |
| ------------------ | ----------------- | -------------- | -------------------- | ------ | ------ | ------ |
| Анадырский         | 458 476,6         | 521 774,91     | 0,02                 | 5 941  | 6 143  | 12 084 |
| Гижигинский        | 185 347,7         | 210 937,22     | 0,04                 | 3 837  | 3 655  | 7 492  |
| Командорский       | 1 524,0           | 1 734,41       | 0,38                 | 322    | 329    | 651    |
| Охотсткий          | 158 365,4         | 180 229,68     | 0,03                 | 2 394  | 2 338  | 4 732  |
| Петропавловский    | 339 697,1         | 386 596,44     | 0,02                 | 4 241  | 4 124  | 8 365  |
| Камчатская область | 1 143 411         | 1 301 272,66   | 0,03                 | 16 735 | 16 589 | 33 324 |

## Руководство области

### I период (1803—1822)
Правители
| Ф. И. О.                            | Титул, чин, звание | Время замещения должности |
| ----------------------------------- | ------------------ | ------------------------- |
| Кошелев Павел Иванович              | генерал-майор      | 11.08.1803—14.11.1806     |
| Петровский, Иван Андреевич          | генерал-майор      | 14.11.1806—23.01.1813     |
| Рудаков Илья Дмитриевич (1788—1845) | лейтенант, и. д.   | 23.01.1813—май 1817       |
| Рикорд Пётр Иванович                | капитан 1-го ранга | май 1817—1822             |

### II период (1849—1856)
Военный губернатор
| Ф. И. О.                   | Титул, чин, звание | Время замещения должности |
| -------------------------- | ------------------ | ------------------------- |
| Шишмарев Д. Д.             | капитан 1-го ранга | ???                       |
| Завойко Василий Степанович | контр-адмирал      | 02.12.1849—31.10.1856     |

### III период (1909—1922)
Губернаторы
| Ф. И. О.                       | Титул, чин, звание                                          | Время замещения должности |
| ------------------------------ | ----------------------------------------------------------- | ------------------------- |
| Перфильев Василий Власьевич    | статский советник (действительный статский советник), и. д. | 22.07.1909—18.06.1912     |
| Мономахов Николай Владимирович | действительный статский советник                            | 18.06.1912—1917           |

Вице-губернаторы
| Ф. И. О.                        | Титул, чин, звание                                   | Время замещения должности |
| ------------------------------- | ---------------------------------------------------- | ------------------------- |
| Бодунген Евгений Фёдорович      | коллежский асессор                                   | 08.07.1909—1913           |
| Чаплинский Александр Гаврилович | статский советник (действительный статский советник) | 1914—1917                 |